# Doriopsilla areolata
Doriopsilla areolata es una especie de Nudibranchia o babosa de mar colorida, un molusco marino gastrópodo de la familia Dendrodorididae.

## Distribución
Esta especie se ha encontrado en el mar Adriático y en el mar Mediterráneo oriental.

## Descripción
Este nudibranquio puede llegar a alcanzar los 40 mm de longitud. El manto puede variar en color de crema traslúcida a naranja o marrón, por lo general con un patrón irregular de líneas blancas. El rinóforo es pálido amarillo a naranja y las branquias son también de color amarillo a naranja.

## Galería de imágenes

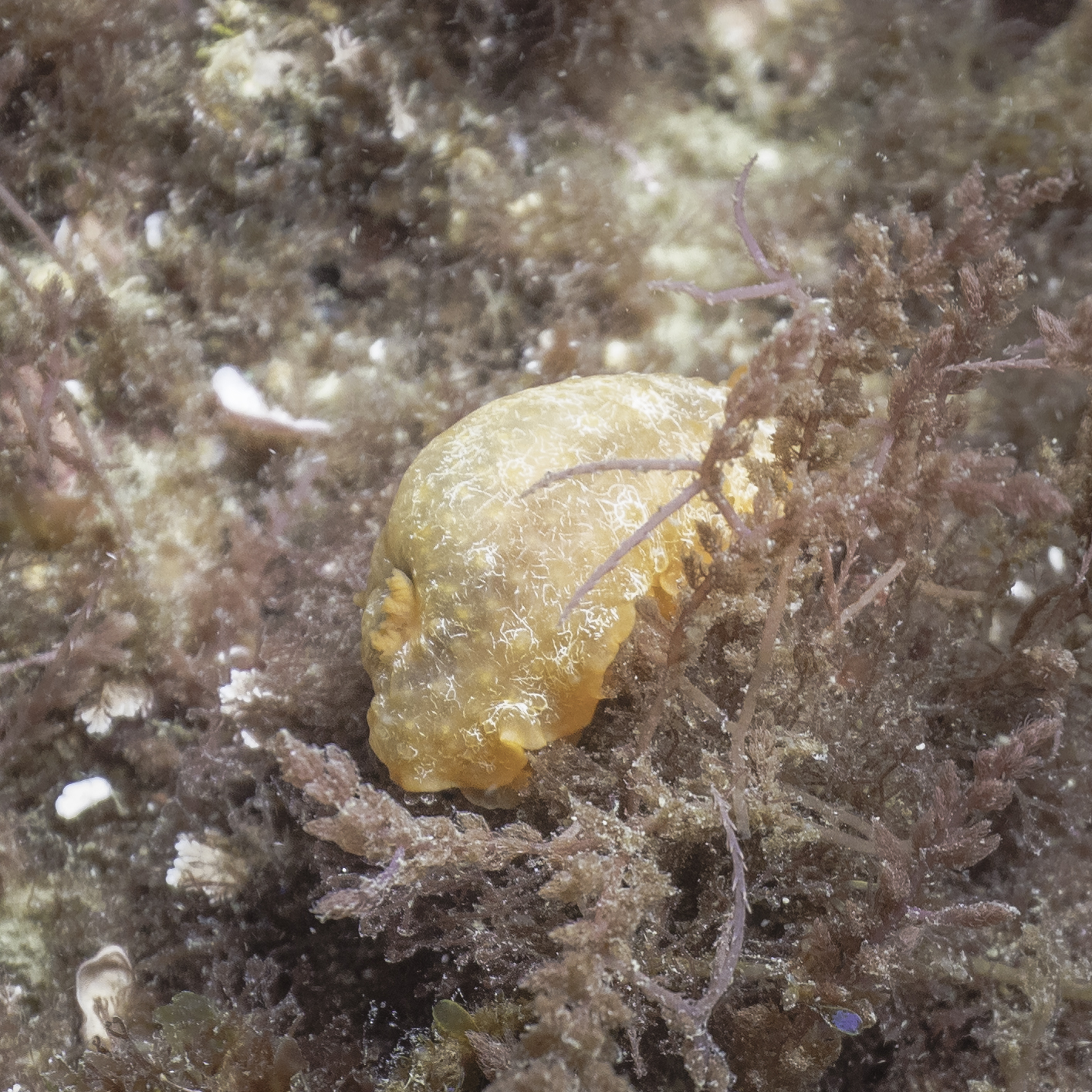
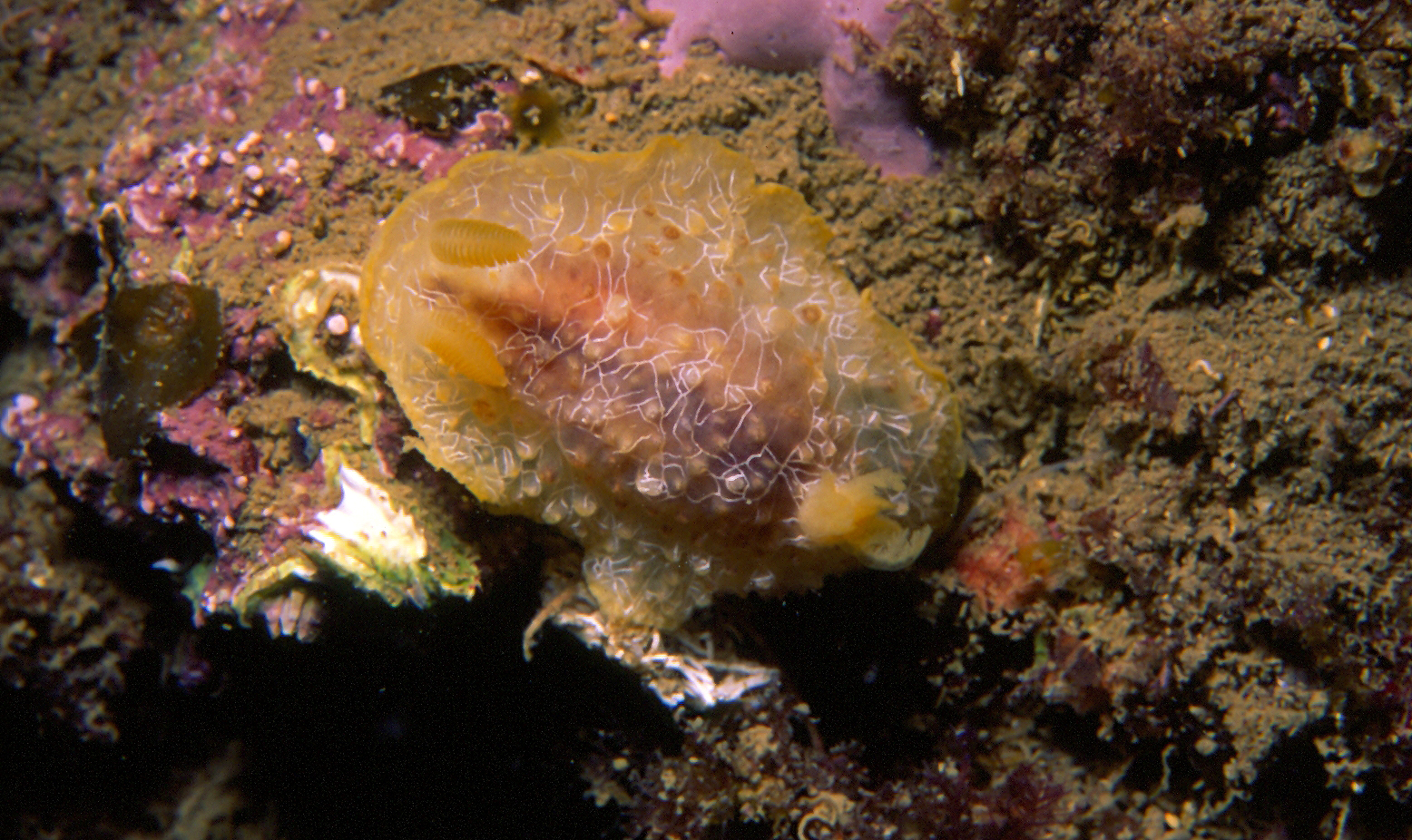
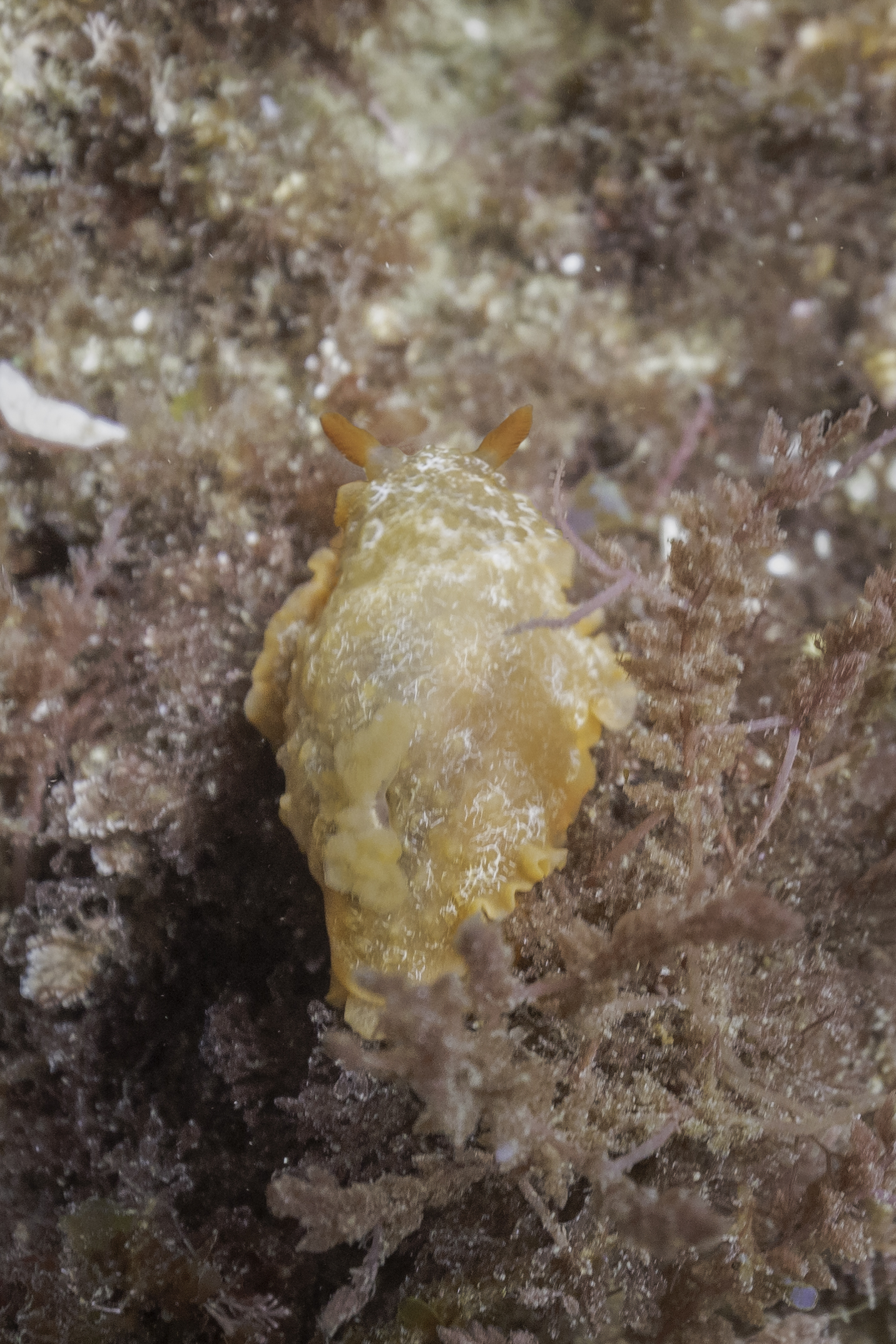
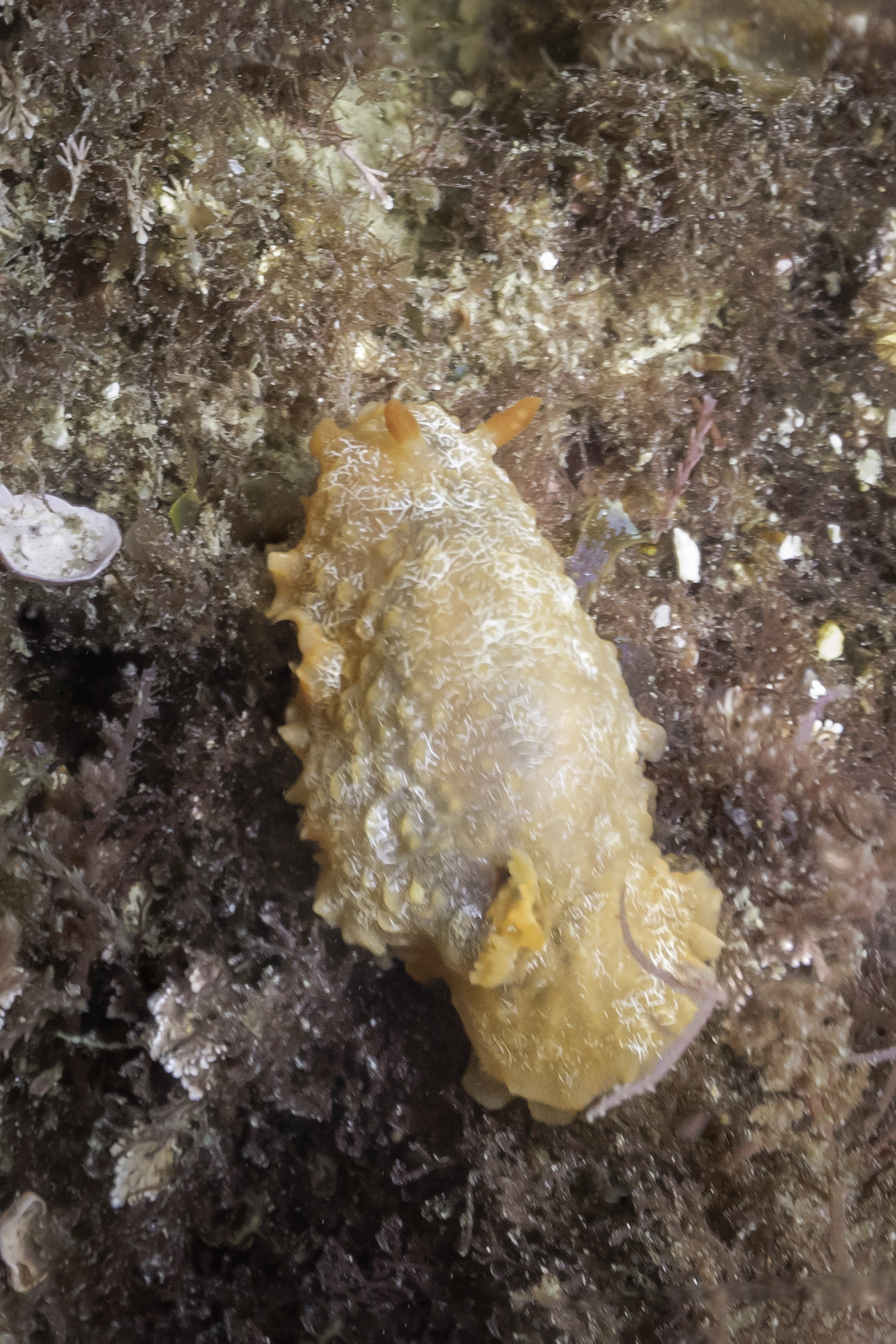